# 莱内特·伍德沃德
莱内特·伍德沃德（英語：Lynette Woodard，1959年8月12日—），美国前女子篮球运动员。她曾在1983年获得美国年度最佳女子篮球运动员奖，并在1984年获得洛杉矶奥运会女子篮球比赛金牌。